# Hans-Joachim Diesner
Hans-Joachim Diesner (* 21. Januar 1922 in Böhlitz-Ehrenberg; † 13. Oktober 1994 in Halle an der Saale) war ein deutscher Althistoriker.
Nach dem Abitur 1940 und kurzer kaufmännischer Tätigkeit war Diesner ab 1941 Soldat und geriet in amerikanische Kriegsgefangenschaft. Ab 1945 studierte er Geschichte und Philosophie an der Philosophisch-Theologischen Hochschule Regensburg, ab 1946 Geschichte, Philosophie, Anglistik und Geographie an der Universität Leipzig. 1950 wurde er dort bei Otto Theodor Schulz und Wilhelm Schubart mit einer Arbeit über Die römischen Kaisermünzen des ausgehenden Prinzipats promoviert und legte im folgenden Jahr das Staatsexamen für das Lehramt an Oberschulen ab. Er war anschließend wissenschaftlicher Assistent und habilitierte sich 1953 mit der Schrift Studien zur Gesellschaftslehre und sozialen Haltung Augustins. Gutachter waren Adolf Hofmeister und erneut Schulz. Diesner war bis 1956 als Dozent für Alte Geschichte an der Universität Greifswald tätig. 1956 wechselte er an die Universität Halle-Wittenberg, zunächst ebenfalls als Dozent, ab Januar 1958 als Professor mit Lehrauftrag für Alte Geschichte. Zudem war er kommissarischer Direktor der Abteilung Geschichte des Altertums am Institut für Allgemeine Geschichte. Ab 1969 war Diesner ordentlicher Professor und Direktor des Fachbereichs Geschichte des Altertums, bis er 1977 frühpensioniert wurde, angeblich aus gesundheitlichen Gründen, tatsächlich jedoch, weil er ohne Genehmigung in die Bundesrepublik gereist war.

Diesner war ab 1947 Mitglied der (Ost-)CDU und ab 1961 Vorsitzender von deren Arbeitskreis Hochschullehrer. 1975 wurde er ordentliches Mitglied der Sächsischen Akademie der Wissenschaften zu Leipzig, 1982 korrespondierendes Mitglied der Akademie der Wissenschaften zu Göttingen.
Diesner befasste sich hauptsächlich mit der Spätantike, dem Afrika der Vandalen und dem Spanien der Westgoten. Er verfasste auch eine kleine populäre Schrift über Kriege des Altertums, in der er die Entwicklung des Krieges in der Antike marxistisch deutet. Die Führung der DDR organisierte die Forschung in arbeitsteiligen Großprojekten, die den von Diesner geleiteten Vorhaben den methodischen und thematischen Rahmen vorgaben: den historischen Materialismus und den Kampf der Volksmassen gegen den spätrömischen Staat.

## Schriften (Auswahl)
- Studien zur Gesellschaftslehre und sozialen Haltung Augustins. Niemeyer, Halle 1954.
- Wirtschaft und Gesellschaft bei Thukydides. Niemeyer, Halle 1956.
- Griechische Tyrannis und griechische Tyrannen. Akademie-Verlag, Berlin 1960.
- Kirche und Staat im spätrömischen Reich. Evangelische Verlags-Anstalt, Berlin 1963.
- Der Untergang der römischen Herrschaft in Nordafrika. Böhlau, Weimar 1964.
- Fulgentius von Ruspe als Theologe und Kirchenpolitiker. Evangelische Verlags-Anstalt, Berlin 1966. Lizenz-Ausgabe: Calwer Verlag, Stuttgart 1966.
- Das Vandalenreich. Koehler und Amelang, Leipzig 1966. Lizenz-Ausgabe: Kohlhammer, Stuttgart 1966 (Auch russische Übersetzung).
- Die Auswirkungen der Religionspolitik Thrasamunds und Hilderichs auf Ostgoten und Byzantiner. Akademie-Verlag, Berlin 1967.
- Der Traum des Godas. Koehler und Amelang, Leipzig 1969.
- Kriege des Altertums. Deutscher Militärverlag, Berlin 1971. 5. Auflage. Brandenburgisches Verlagshaus, Berlin 1990.
- Isidor von Sevilla und seine Zeit. Evangelische Verlags-Anstalt, Berlin 1973. Lizenz-Ausgabe: Calwer Verlag, Stuttgart 1973.
- Die Völkerwanderung. Edition Leipzig, Leipzig 1976. Lizenz-Ausgabe: Bertelsmann, Gütersloh 1976 (Auch englische und französische Übersetzungen).
- Isidor von Sevilla und das westgotische Spanien. Akademie-Verlag, Berlin 1977. Lizenz-Ausgabe: Spee-Verlag, Trier 1977.
- Fragen der Macht- und Herrschaftsstruktur bei Beda. Steiner, Wiesbaden 1980.
- Niccolò Machiavelli. Brockmeyer, Bochum 1988.
- Stimmen zu Krieg und Frieden im Renaissance-Humanismus. Vandenhoeck & Ruprecht, Göttingen 1990.
- Die politische Welt des Niccolò Machiavelli. Akademie-Verlag, Berlin 1992.